# Club des arts de Montréal
 (octobre 2022).
Si vous disposez d'ouvrages ou d'articles de référence ou si vous connaissez des sites web de qualité traitant du thème abordé ici, merci de compléter l'article en donnant les références utiles à sa vérifiabilité et en les liant à la section « Notes et références ».

Logo

Le Club des arts de Montréal est un organisme à but non lucratif ayant pour mission d’offrir aux artistes de toutes disciplines un ensemble de services, de soutien financer, de réseautage et de développement de carrière dans un cadre local, national et international. Il a pour mandat de favoriser les échanges interdisciplinaires dans les arts.
Le Club des arts de Montréal développe ses activités par le biais notamment d’expositions et de vernissages afin de promouvoir la relève artistique québécoise et canadienne, de même que les œuvres d'artistes issus des minorités culturelles et des premières nations.

## Historique
Le Club des arts de Montréal a été fondé en 1912.
Le Club des arts de Montréal a compté parmi ses membres des artistes célèbres tels que William Sutherland Maxwell (fondateur et premier président, Maxwell fut également architecte des édifices parlementaires à Régina et du Château Frontenac ; il réalisa aussi avec son frère le premier pavillon du Musée des beaux-arts de Montréal ainsi que plusieurs gares et hôtels du Canadien Pacifique), Guy Brock, William Brymner, Maurice Cullen, A. Y. Jackson (artiste peintre membre du Groupe des Sept), James Wilson Morrice, Henri Hébert, Edmond Dyonnet, Alfred Laliberté, Adam Sheriff Scott, Thomas Garside, Robert Pilot, Gordon Edward Pfeiffer et Lorne Holland Bouchard. 
Plusieurs de ses membres ont fait partie ou font présentement partie de l'Académie royale des arts du Canada. Mentionnons par exemple, Maurice Cullen, Henri Hébert, Edmond Dyonnet et plus récemment, Umberto Bruni et Leslie Coppold.
Fait saillant à souligner, en 1996 le Club des arts de Montréal permet l’adhésion des artistes de sexe féminin. L’accès à des postes de direction est également ouvert aux femmes. Ce n'est qu'en 2007 toutefois qu'une femme sera nommée pour la première fois à la direction de l'institution. La peintre et écrivaine Thérèse Deschambault assume depuis cette fonction. La vice-présidence est quant à elle assurée par le pianiste Yannick Dumais.
Plus récemment, en février 2008, un partenariat avec le Club Saint-James de Montréal (en) a été créé. Ce haut lieu de rencontre permet dorénavant à la relève et aux artistes montréalais d’exposer et de tisser des liens étroits avec la communauté d’affaires montréalaise au sein de cette institution charnière dans l’histoire économique de Montréal.